# براين ماغي
براين إدغار ماغي (وُلد في 12 أبريل 1930 – توفي في 26 يوليو 2019) هو فيلسوف بريطاني ومذيع وسياسي ومؤلف، يُشتهر بكونه من جلب الفلسفة لعامة الجمهور.

## النشأة
وُلد ماغي لعائلة من الطبقة العاملة في هوكستون، لندن، عام 1930، على بعد مئات الأمتار من مسقط رأس جدّيه من طرف والده، حيث ترعرع ماغي في شقة فوق متجر ملابس تملكه العائلة، وتقاسم مع شقيقته جون سريرًا واحدًا. كان ماغي قريبًا من والده، بينما كانت علاقته صعبة مع والدته المتغطرسة والسيئة. خلال الحرب العالمية الثانية، اضطر إلى إخلاء منزله والتوجه إلى بلدة ماركت هاربورو، لكنه عاد إلى لندن بعدما سويت معظم هوكستون بالأرض جراء القصف. تلقى ماغي تعليمه في مدرسة مستشفى المسيح بمنحة من مجلس مقاطعة لندن. خلال المرحلة الابتدائية، أبدى ماغي اهتمامًا عميقًا بالسياسات الاجتماعية، بينما استمتع خلال العطل المدرسية بالإصغاء للخطباء السياسيين في ركن الخطباء الواقع في حديقة هايد بارك في لندن، كما استمتع بالزيارات المتكررة للمسرح والحفلات الموسيقية.
إبان أدائه الخدمة الوطنية، التحق بالجيش البريطاني وفيلق الاستخبارات، وسعى لتجنيد الجواسيس من بين اللاجئين الذين يعبرون الحدود الفاصلة بين يوغوسلافيا والنمسا. بعد تسريحه من الخدمة، حاز على منحة في كلية كيبل ضمن جامعة أوكسفورد، حيث درس التاريخ ضمن مرحلة البكالوريوس، ثم درس الفلسفة والسياسة والاقتصاد في سنة واحدة. كان كلّ من روبن داي ووليام ريس–موغ وجريمي ثورب ومايكل هسلتاين من بين أصدقائه في أوكسفورد. عندما كان في الجامعة، انتُخب رئيسًا لاتحاد أوكسفورد. لاحقًا أصبح زميلًا فخريًا لكلية كيبل.
خلال تواجده في جامعة أوكسفورد، اختلط ماغي مع الشعراء والسياسيين أيضًا، وفي عام 1951، نشر كتابًا شعريًا عن طريق دار فورتشن برس للنشر. لم تدفع دار النشر لكتابها، واتُفق أن يشتري الكُتّاب عددًا محددًا من نسخ الكتب التي يؤلفونها –وهي نفس الصفقة التي أُبرمت مع كُتّاب مثل ديلان توماس وفيليب لاركن عندما نشرا أولى مقطتفاتهما الأدبية. كُرس الكتاب الشعري الأصغر لذكرى المؤلف الموسيقي الألماني ريتشارد فاغنر، وجاء فيه اقتباس من مجموعة مراثي دوينو الشعرية للشاعر النمساوي راينر ماريا ريلكه هو: «ليس الجمال سوى بداية الهلع، هلع لا نزال قادرين على تحمله». قال ماغي لاحقًا: «أشعر بالخجل من تلك القصائد الآن، على الرغم من أني كتبت عدة قصائد شعرية لم أنشرها، والتي أظن في قرارة نفسي أنها جيدة. لطالما كانت القصائد امتدادًا لما أفعله». (نشر ماغي لاحقًا أدبًا قصصيًا، من بين أعماله رواية جاسوسية بعنوان العيش في خطر عام 1960 ورواية طويلة بعنوان مجابهة الموت. ألف ماغي الرواية الأخيرة في ستينيات القرن الماضي، لكنه لم ينشرها حتى عام 1977، فحصلت على مرتبة في القائمة المختصرة لجوائز صحيفة ذا يوركشاير بوست).
في عام 1955، بدأ ماغي دراسة الفلسفة لمدة سنة في جامعة ييل بعدما حصل على منحة دراسات عليا. توقع ماغي ألا يحب الولايات المتحدة، لكنه أحبها في نهاية المطاف. عبّر ماغي عن إعجابه العميق بالمساواة في الفرص ضمن الولايات المتحدة عن طريق سلسلة من الكتب، وهي توجه غربًا أيها الشاب (1958) والراديكالية الجديدة (1963) والثورة الديموقراطية (1964).